# Chris Metzen
Christopher Vincent Metzen (sinh ngày 22 tháng 11 năm 1973) là một nhà thiết kế game, họa sĩ, diễn viên lồng tiếng và là nhà văn nổi tiếng với công việc sáng tạo ra thế giới hư cấu và kịch bản cho ba dòng game chính đoạt giải thưởng truyền thông của Blizzard Entertainment: Warcraft, Diablo và StarCraft. Nhân dịp này, Metzen đã xuất bản tác phẩm của mình dưới bí danh "Thundergod". Metzen vốn được Blizzard Entertainment tuyển làm nghệ sĩ hoạt hình và họa sĩ, tác phẩm đầu tiên mà ông thực hiện cho công ty này là tựa game Justice League Task Force.
Metzen hiện đang là Phó Chủ tịch cấp cao Bộ phận Phát triển Câu chuyện và Thương hiệu tại Blizzard Entertainment và đã hỗ trợ các dự án của công ty bằng cách cung cấp tài năng lồng tiếng cho một số nhân vật, cũng như góp phần thiết kế nhân vật mang tính nghệ thuật. Ở bên ngoài Blizzard Entertainment, Metzen còn là tác giả một loạt tiểu thuyết đồ họa dựa trên một cuộc nội chiến Mỹ thứ hai trong tương lai.
Trong dự án ngoài lề gần đây nhất của ông, Metzen là đồng tác giả của loạt truyện làm "bằng kỹ thuật số" chuyển sang bản phát hành bìa thường trọn bộ (Trade Paperback) Transformers: Autocracy với tác giả là Flint Dille và họa sĩ Livio Ramondelli. Cùng chung nhóm hiện đang làm phần tiếp theo với tựa đề Transformers: Monstrosity.

## Sự nghiệp
Metzen bắt đầu sự nghiệp của mình trong công việc thiết kế sau khi nộp đơn xin việc vào Blizzard Entertainment, lúc đó gọi là Chaos Studios, theo đề nghị của một người bạn đã từng làm ở đây. Ông mau chóng được phía công ty tuyển dụng, dù Metzen nói rằng vào lúc đó ông chưa thực sự biết được Blizzard Entertainment đang làm cái gì, nó giống như một studio thiết kế đồ họa hơn là một hãng phát triển trò chơi điện tử.
Tác phẩm đầu tiên của Metzen làm cho công ty này là tựa game Justice League Task Force, với vai trò cung cấp họa phẩm và diễn hoạt nhân vật. Khoảng thời gian này, Metzen cũng góp sức vào tựa game Warcraft: Orcs and Humans năm 1994 bằng cách dựng hình vẽ, tranh minh họa và tài liệu hướng dẫn của trò chơi. Những tựa game sau này do Blizzard Entertainment làm thường xuyên bao gồm thành quả của Metzen về mặt thiết kế cuốn hướng dẫn, vẽ tranh minh họa và nghệ thuật khái niệm. Tuy vậy, vai trò của Metzen trong quá trình phát triển các phiên bản Warcraft sau này tăng lên đáng kể với Warcraft II: Tides of Darkness năm 1995, giúp ông có cơ hội tạo ra vũ trụ hư cấu kỳ ảo trong trò chơi ngoài việc thiết kế các kịch bản và màn chơi khác nhau của game.
Năm 1996, Blizzard Entertainment đã phát động thương hiệu lớn thứ hai của mình với tựa game nhập vai Diablo. Thế giới hư cấu của Diablo do Metzen và nhà thiết kế đồng nghiệp Bill Roper tạo ra, và Metzen còn cung cấp phần lồng tiếng cho một số nhân vật trong game. Nhân dịp này, Metzen còn góp phần lồng tiếng cho những phiên bản về sau. Năm 1998 ông đảm nhiệm vai trò nhà thiết kế chính cho tựa game dàn trận khoa học viễn tưởng StarCraft. Cùng với James Phinney, Metzen một lần nữa lại cung cấp phần cốt truyện và kịch bản mênh mông của trò chơi, cũng như đứng ra tổ chức dàn diễn viên lồng tiếng dành cho game. Năm 1999, Metzen đã viết một truyện ngắn lấy bối cảnh trong thế giới StarCraft với đồng nghiệp Sam Moore là nhân viên của Blizzard Entertainment. Câu chuyện này có tựa đề là Revelations, được xuất bản trên số ra mùa xuân của Amazing Stories với trang bìa do Samwise Didier thực hiện. Trở lại với dòng game Diablo vào năm 2000 bằng bản Diablo II, Metzen chú tâm vào việc dựng lên cốt truyện, kịch bản và họa phẩm của game. Năm 2001, ông cho xuất bản một cuốn tiểu thuyết lấy bối cảnh trong thế giới Warcraft nhan đề Of Blood and Honor.
Với Warcraft III: Reign of Chaos ra mắt vào năm 2002, Metzen trở thành giám đốc sáng tạo, vai trò mà ông nắm giữ trong tất cả các tựa game về sau của Blizzard, và cung cấp phần khái niệm câu chuyện và kịch bản của trò chơi. Công việc của Metzen trong tựa game nhập vai trực tuyến nhiều người chơi World of Warcraft lại không rộng lớn như tác phẩm trước đây của ông, nhưng ông vẫn đóng góp phần kịch bản, hình vẽ và lồng tiếng.
Metzen đã công bố vào đầu năm 2005 rằng ông đang tập trung thực hiện một sê-ri tiểu thuyết đồ họa độc lập của Blizzard Entertainment. Sê-ri này có tựa đề là Soldier: 76 lấy bối cảnh trong cuộc nội chiến Mỹ lần thứ hai vào năm 2010, với sự gia tăng các mối đe dọa khủng bố trong nước và toàn cầu và sự gia tăng quyền lực cho chính phủ liên bang Mỹ lên chính quyền các bang địa phương đóng vai trò làm bối cảnh. Metzen phụ trách viết kịch bản của sê-ri, trong khi họa sĩ người Brasil Max Velati chịu trách nhiệm đối với phần minh họa và tranh vẽ của cuốn sách.
Chris Metzen đã hợp tác với tác giả Flint Dille và họa sĩ Livio Ramondelli tạo nên bộ truyện tranh kỹ thuật số hàng tuần gồm 12 phần nhan đề Transformers: Autocracy. Autocracy được IDW Publishing xuất bản vào năm 2012. Bộ truyện tập trung vào những ngày trước khi xảy cuộc Đại Chiến. Nó lấy bối cảnh sau Megatron Origin, và giới thiệu Decepticon như là lực lượng bền bỉ, gieo rắc bất đồng chính kiến lên Cybertron chủ yếu thông qua các hành động khủng bố. Bộ truyện tập trung vào một chỉ huy Autobot thiện chiến tên là Orion Pax. Transformers: Autocracy được phát hành dưới dạng Trade Paperback vào tháng 7 năm 2012 với phần ngoại truyện kể từ ngày ấy do Metzen viết. Cùng chung nhóm hiện đang làm phần tiếp theo với tựa đề Transformers: Monstrocity.

## Đời tư
Chris Metzen lần đầu tiên bắt đầu sáng tác truyện tranh ở tuổi mười hai, nhưng ông tỏ ra có sở thích vẽ vời ít nhất là từ khi lên sáu. Ông nói rằng ông vẫn giữ thói quen chi tiêu "trung bình ba mươi lăm đô la hàng tuần" cho mấy cuốn truyện tranh. Là một fan hâm mộ của Dungeons & Dragons, Metzen thường trích dẫn loạt truyện Dragonlance và Star Wars như là nguồn cảm hứng chính cho các sáng tạo kỳ ảo và khoa học viễn tưởng của bản thân, và tên tuổi của những họa sĩ truyện tranh và văn học kỳ ảo như Walt Simonson và Keith Parkinson làm nguồn cảm hứng nghệ thuật của mình.
Ông định nghĩa phong cách nghệ thuật chính mình là đã "chịu ảnh hưởng nhiều bởi nét bút chì của Walt Simonson và Jim Lee về kiểu dáng" trong khi ưa thích "phục trang, chủ đề và cảm giác chung của Larry Elmore và các bức tranh đậm chất kỳ ảo của Keith Parkinson". Ngoài nghệ thuật ra, sở thích của Metzen còn bao gồm cả nhạc pop và rock, cuộc sống về đêm và thú chơi dirt bike. Ngày 21 tháng 4 năm 2013, Metzen đã kết hôn với người bạn gái lâu năm Kat Hunter, đang làm quản lý dự án cấp phép tại Blizzard Entertainment.

## Lồng tiếng

### Video Game
- Diablo – Skeleton King
- StarCraft – Marine, Battlecruiser, Ghost
- Warcraft III: Reign of Chaos – Thrall
- Warcraft III: The Frozen Throne – Thrall, Vol'jin
- World of Warcraft – Thrall, Vol'jin, Orcs, Nefarian, Ragnaros, Hakkar the Soulflayer
- World of Warcraft: The Burning Crusade – Thrall, Vol'jin
- World of Warcraft: Wrath of the Lich King – Thrall, Vol'jin, Varian Wrynn, Deathbringer Saurfang/Dranosh Saurfang, Bronjahm
- StarCraft II: Wings of Liberty – Marine, Battlecruiser
- World of Warcraft: Cataclysm – Thrall, Vol'jin, Varian Wrynn, Nefarian, Ragnaros, Hakkar the Soulflayer
- World of Warcraft: Mists of Pandaria – Thrall, Arcanital Mara'kah, Captain Halu'kal, Nalak the Storm Lord, War-God Jalak
- Starcraft II: Heart of the Swarm - Marine, Battlecruiser
- Hearthstone: Heroes of Warcraft - Thrall, Various minions
- World of Warcraft: Warlords of Draenor - Thrall
- Heroes of the Storm - Thrall